# Азема Ни’матул Болкиах
Азема Ни’матул Болкиах (малайск. Azemah Ni'matul Bolkiah; род. 26 сентября 1984, Бандар-Бруней) — брунейская принцесса и спортсменка, дочь султана Хассанала Болкиаха.

## Биография

### Происхождение
Родилась 26 сентября 1984 года в семье султана Хассанала Болкиаха и его второй супруги Мариам Азиз.

### Спортивная карьера
В 2009 году принцесса играла за свою команду по нетболу в серии турнира Setia Motors Netball Open Championship. Спустя 8 лет, в 2017 году принцесса принимала участие в Играх Юго-Восточной Азии в составе сборной Брунея по поло, в составе которой выиграла бронзу турнира, а также получила денежное вознаграждение.
Через два года, в 2019 году принцесса и её младший брат Абдул Матин принимали участие в Играх Юго-Восточной Азии в составе сборной Брунея по поло, где также завоевали бронзу.
В декабре 2021 года АСЕАН назначил включил принцессу в число послов спорта для продвижения гендерного равенства.

### Публичная деятельность
Принцесса известна своей деятельностью против дискриминации женщин и помощи малообеспеченным семьям, возглавляя благотворительный фонд и посещает благотворительные мероприятия.

### Семья
8 января 2023 года принцесса вышла замуж за своего двоюродного брата принца Бахара, сына принца Джеффри Болкиаха. На церемонии присутствовали члены правящей семьи Брунея, а также члены правящих домов султанов Паханга и Джохора.